# Ligurotettix
Ligurotettix es un género de saltamontes de la subfamilia Gomphocerinae, familia Acrididae, y está asignado a la tribu Cibolacrini. Este género se distribuye en el suroeste de Estados Unidos y en el noreste de México.

## Especies
Las siguientes especies pertenecen al género Ligurotettix:
- Ligurotettix coquilletti McNeill, 1897
- Ligurotettix planum (Bruner, 1904)